# Doeg
Doeg – postać biblijna ze Starego Testamentu.
Edomita, główny pasterz króla Saula. Był w Nob, kiedy kapłan Achimelek nakarmił i uzbroił uciekającego Dawida. Doeg wydał Achimeleka i przeprowadzili egzekucje kapłanów z Nob zarządzone przez Saula. Patrz 1 Sm 21,8; 22,9 nn. 
Źródło: Słownik Postaci Biblijnych. [dostęp 2015-12-26].